# Forcipomyia fimbriata
Forcipomyia fimbriata är en tvåvingeart som först beskrevs av Daniel William Coquillett 1901.  Forcipomyia fimbriata ingår i släktet Forcipomyia och familjen svidknott. Inga underarter finns listade i Catalogue of Life.